# 張錦 (乾隆舉人)
張錦（？—？），字上芝，福建晉江人，清朝官員。曾任漳浦訓導、臺灣府儒學訓導、廣西陽朔知縣等職。

## 生平
張錦是乾隆十七年（1752年）福建鄉試舉人，之後授大田訓導，後任漳浦訓導。乾隆四十三年（1778年）十一月，調任臺灣府儒學訓導。後來陞任廣西陽朔知縣。去世時約94歲。